# Политика в Миннесоте

Голосование в Миннесоте на президентских выборах 2016 года по округам. Избиратели округов Хеннепин (где расположен Миннеаполис) и Рамси (где расположен Сент-Пол) «перетянули» общий результат штата в пользу Хиллари Клинтон.

Политическая жизнь в штате Миннесота основывается на конституции Миннесоты, принятой в 1857 году, примерно за год до образования штата. Частью конституции является билль о правах, который подтверждает многие из тех же прав и свобод, что и его федеральный аналог, причем более решительно и явно.
Как и все штаты США, Миннесота имеет республиканскую систему правления с разделением власти на три ветви: законодательную, исполнительную, и судебную.
Основными политическими силами Миннесоты являются Демократическая фермерская лейбористская партия Миннесоты и Республиканская партия Миннесоты. Эти партии аффилированы с общеамериканскими Демократической и Республиканской партиями соответственно. Также в Миннесоте заметно влияние «третьих партий». Так, от Партии реформ в 1998 году губернатором Миннесоты был избран Джесси Вентура. С 2006 года в Миннесоте действует Система единого передаваемого голоса, что считается благом для «третьих партий».
В целом Миннесота считается «демократическим» штатом, стабильно голосующим за Демократическую партию. Например, на выборах 1984 года Миннесота оказалась единственным штатом, проголосовавшим против действующего президента-республиканца Рональда Рейгана. Однако в Миннесоте наблюдается резкий раздел между городскими и сельскими избирателями: в то время как среди городских избирателей популярна Демократическая партия, сельские жители настроены более консервативно. Это делает Миннесоту одним из «колеблющихся» штатов.
В Миннесоте стабильно высокая явка избирателей. На президентских выборах в США в 2008 году проголосовало 78,2 % жителей Миннесоты, имеющих право голоса, что является самым высоким показателем среди всех штатов США, по сравнению со средним показателем по стране в 61,2 %. Этот показатель был превзойден в 2020 году, когда во всеобщих выборах приняли участие 79,96 % избирателей. Перед голосованием граждане, желающие принять в нём участие, обязаны зарегистрироваться на своем избирательном участке, предъявив документальные подтверждения места жительства. Сроки регистрации не оговариваются, это можно сделать даже непосредственно в день выборов. По законам об идентификации избирателей в Миннесоте в день выборов заранее зарегистрированные избиратели должны поставить свою подпись в списке избирателей на участке, но не обязаны предоставлять удостоверение личности с фотографией; к избирателям, регистрирующимся в день выборов, предъявляются более строгие требования.
К голосованию в Миннесоте допускаются граждане США в возрасте от 18 лет, прожившие не менее 3 месяцев на территории США и не менее 30 дней в Миннесоте, не осужденные за государственную измену, не имеющие неснятой судимости по другим тяжким преступлениям, не являющиеся душевнобольными, недееспособными или находящимися под опекой. Отдельной статьей подчеркнуто, что за военнослужащими из Миннесоты сохраняется право на голосование независимо от того, где они находятся. В исследовании 2020 года Миннесота заняла 15 место в списке самых «легких» для голосования штатов.

## Миннесота в составе федерации
Как и в других штатах, в Миннесоте в случае противоречия между местными и федеральными законами федеральные законы имеют приоритет.
Сенаторы США от Миннесоты избираются всеобщим голосованием. Как и другие штаты, в Конгрессе Миннесоту представляют два сенатора. Сенаторы Миннесоты принадлежат 1 и 2 классу. Для выборов в палату представителей Миннесота разделена на восемь избирательных округов, соответственно в нижней палате Конгресса Миннесоту представляют восемь человек. Ранее существовало еще два округа, но они были реорганизованы в 1933 и 1963 годах.
Федеральные судебные дела слушаются в Окружном суде США по округу Миннесота. Апелляции рассматриваются Апелляционным судом восьмого округа.

## Законодательная ветвь власти

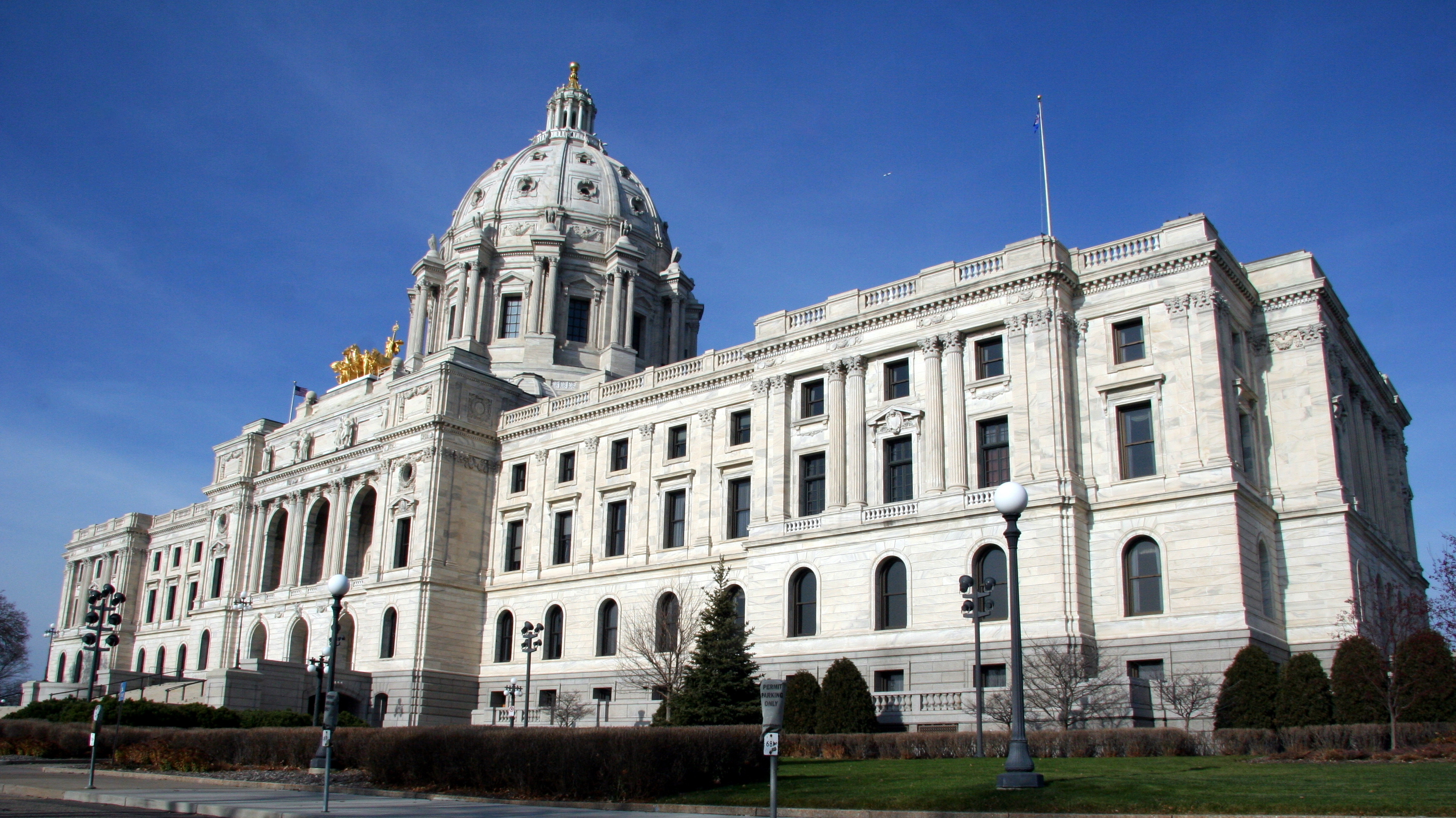
Капитолий Миннесоты

Законодательные функции в штате возложены на легислатуру Миннесоты.  Она состоит из двух палат: Сената и Палаты представителей. От каждого из 67 избирательных округов Миннесоты избирается один сенатор и два представителя, таким образом всего сенаторов 67, а представителей 134. Границы избирательных округов пересматриваются каждые 10 лет по результатам очередной переписи населения в США. Избрание депутатов обеих палат происходит по мажоритарной системе. Представители избираются каждые два года, сенаторы — каждые 4 или 2 года (с таким расчетом, чтобы обеспечить выборы в Сенат каждые 10 лет, когда уточняются границы избирательных округов).
Общая численность депутатов легислатуры определяется отдельным законом штата из условия равномерного распределения населения по округам. Сенаторам и представителям запрещается совмещать свою деятельность с любой другой, кроме должности почтмейстера или государственного нотариуса.
Законотворческий процесс достаточно типичен. Любой житель Миннесоты и любое её юридическое лицо обладают правом законодательной инициативы, но чаще всего законодательные идеи исходят непосредственно от законодателей. После придания идее формы законопроекта он в первом чтении вносится либо в Сенат, либо в Палату представителей. У законопроекта обязательно определяется автор, который вносит его в одну из палат. Если законопроект по существу должен быть обсуждён и в Сенате, и в Палате представителей, он разделяется на две части, называемыми сопутствующими законопроектами, у каждой части назначается свой автор. Имя автора является неотъемлемым реквизитом законопроекта, таким же, как номер и название. Допустимо соавторство (до 34 соавторов в Палате представителей и до 4 в Сенате, но и в этом случае определяется один главный автор). В первом чтении законопроект вносится в легислатуру и отправляется на обсуждение в один или несколько профильных комитетов в зависимости от его содержания. После обсуждения члены комитета рекомендуют действие – одобрение или неодобрение – всей Палате представителей и Сенату в полном составе. Затем комитет Палаты представителей отправляет Палате отчет о своих действиях по законопроекту; Сенатский комитет делает то же самое в Сенате. Если законопроект был одобрен комитетом, он обсуждается ещё в двух чтениях и либо принимается, либо нет. Губернатор Миннесоты утверждает принятый законопроект или налагает на него вето, в последнем случае он возвращает законопроект в легислатуру со списком своих возражений по нему. Тогда законопроект либо дорабатывается, либо голосованием 2/3 палаты губернаторское вето преодолевается.
Законопроект должен быть посвящен только одному предмету, определяемому в его названии. Тем не менее, в рамках одного крупного законопроекта, посвященного обширной теме (например «Образование»), возможно рассмотрение нескольких различных вопросов, де-факто являющихся несколькими различными меньшими законопроектами, как бы «вплетенными» в общий.
Сенат, помимо законотворческой деятельности, также занимается рекомендациями губернатору по назначению некоторых чиновников и утверждением этих назначений. С 2000 года девять губернаторских назначений было отменено Сенатом.
Заседания обеих палат транслируются по телевидению в прямом эфире, а также онлайн через веб-сайт легислатуры.

## Исполнительная ветвь власти

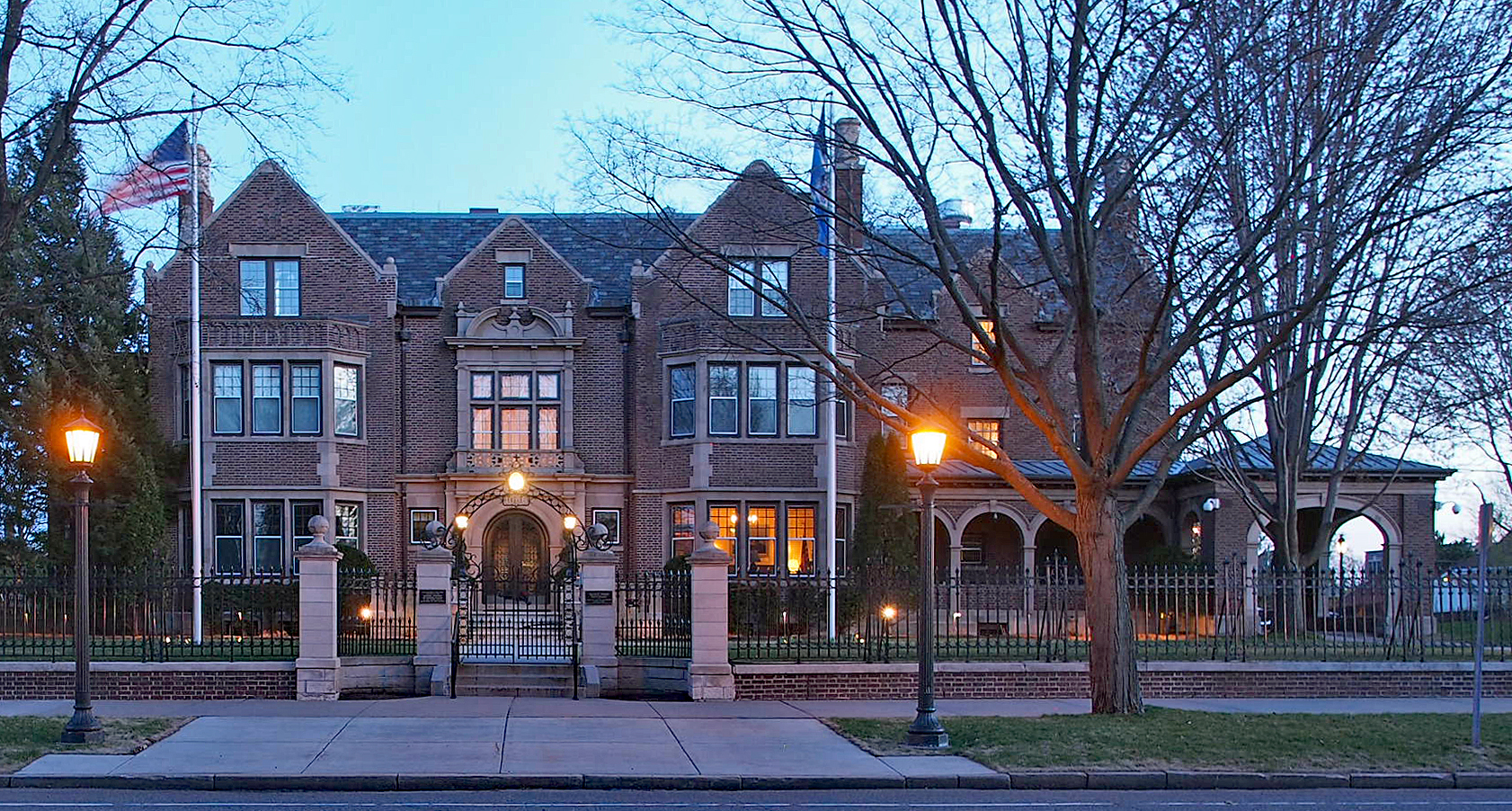
Резиденция губернатора Миннесоты

Исполнительную власть штата возглавляют губернатор и вице-губернатор штата, избираемые общим списком так же, как на федеральном уровне избираются президент и вице-президент США. Губернатор назначает руководителей государственных органов и несет ответственность за добросовестное исполнение закона. Как главнокомандующий вооруженными силами штата, губернатор также осуществляет командование и контроль над Национальной гвардией Миннесоты. Под общим руководством губернатора и непосредственным руководством вице-губернатора работает кабинет, состоящий из глав различных исполнительных департаментов. Помимо губернатора и вице-губернатора, граждане Миннесоты избирают голосованием государственного секретаря, государственного аудитора и генерального прокурора; эти чиновники, хоть и считаются принадлежащими к исполнительной ветви власти, в кабинет губернатора не входят и действуют в значительной мере независимо от него.
Государственный секретарь является главным должностным лицом по выборам Миннесоты. Он удостоверяет результаты выборов и управляет системой регистрации избирателей в масштабах штата, а также выполняет другие обязанности по администрированию выборов. Является хранителем Печати Миннесоты. В этом качестве в его обязанности входит хранение и систематизация принятых законов и подзаконных актов штата, включая обеспечение доступа к ним через информационно-вычислительные сети, а  так же, как следствие, лицензионно-разрешительная деятельность.
Генеральный прокурор является главным юристом Миннесоты. Он представляет штат как в суде штата, так и в федеральном суде, а также в административных разбирательствах, таких как вопросы вынесения судебных решений или нормотворчества. Кроме того, Генеральная прокуратура рассматривает апелляции по уголовным делам, выдает официальные заключения по вопросам конституционного или статутного права, а также предоставляет юридические консультации, судебные и апелляционные услуги более чем 100 государственным агентствам, советам и комиссиям. В некоторых случаях эти услуги распространяются на прокуроров сельских округов по делам о тяжких преступлениях и уголовных преследованиях. Кроме того, Генеральная прокуратура следит за соблюдением антимонопольного законодательства штата и законов о защите прав потребителей, регулирует деятельность благотворительных организаций и защищает интересы жителей и малого бизнеса по вопросам коммунальных услуг.
Государственный аудитор осуществляет надзор и аудит финансов органов власти штата. Аналогичным образом государственный аудитор проводит ежегодный единый аудит федеральных программ. Полномочия государственного аудитора применяются ко всем местным органам власти, а также к каждому агентству штата, которое получает федеральную финансовую помощь. Государственный аудитор выносит заключения о финансовой отчетности органов власти, проверяет соблюдение системы внутреннего контроля в области управления финансами, проводит анализ передового опыта предоставления государственных услуг на местном уровне, рассматривает документы, данные и отчеты, поданные в Управление государственного аудитора, а также расследует жалобы на растрату, мошенничество или злоупотребление государственными средствами и ресурсами. Кроме того, он устанавливает единые системы бухгалтерского учета и бюджетирования, применимые ко всем органам местного самоуправления, и обучает должностных лиц и служащих местных самоуправлений вопросам государственного управления и надлежащего управления финансами. Государственный аудитор также собирает финансовые данные от местных органов власти, следит за их финансовым состоянием и выпускает обязательные отчеты, которые информируют о бюджетной и фискальной политике губернатора и легислатуры.
Вместе эти пять человек образуют Исполнительный совет Миннесоты, существующий с 1925 года. По должности губернатор является председателем, а вице-губернатор — заместителем председателя этого совета; в качестве исполнительного секретаря совета без права голоса выступает руководитель Административного департамента Миннесоты. Некоторые, особо важные для штата вопросы, уполномочен решать только этот орган.

## Судебная ветвь власти

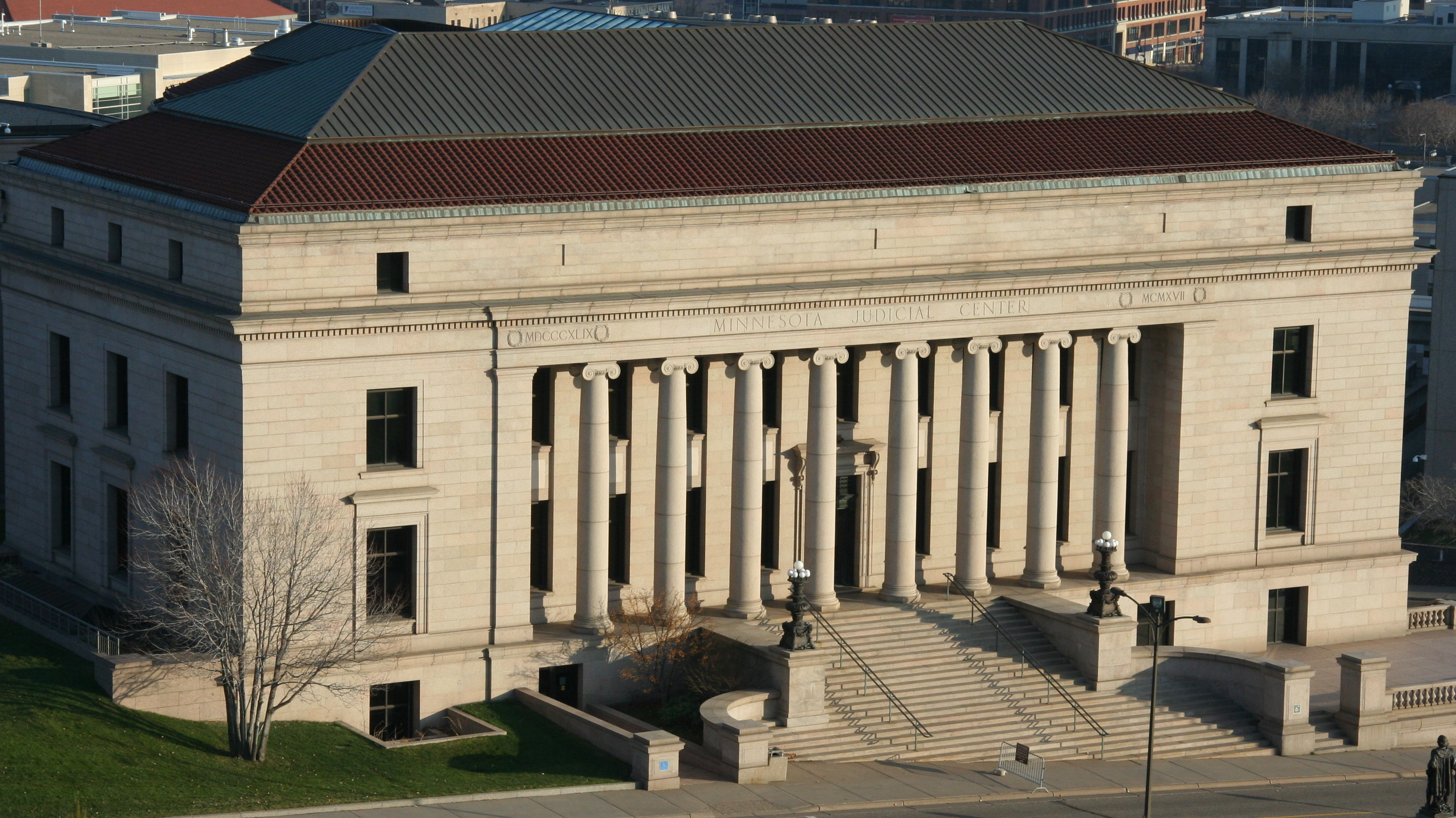
Судебный центр Миннесоты

Судом первой инстанции является окружной суд (окружные суды) Миннесоты. Территория штата разделена на десять судебных округов, каждый из которых состоит из одного или нескольких округов Миннесоты. В каждом округе имеется не менее трех судей, всего судей в Миннесоте в 2019 году насчитывалось 289. Применительно к именованию данного суда в законодательстве Миннесоты имеются разночтения. С одной стороны, принято говорить об «окружных судах Миннесоты» во множественном числе, как если бы каждый суд в каждом судебном округе был отдельным судом. Такая терминология находит отражение даже в официальных документах. С другой стороны, Конституция Миннесоты упоминает только «окружной суд Миннесоты» в единственном числе, как единый суд штата, разделенный на округа.
Апелляции на решения суда первой инстанции в общем случае рассматриваются в Апелляционном суде штата, состоящем из шестнадцати судей. Имеются специализированные апелляционные суды: налоговый суд и апелляционный суд по компенсациям работникам, рассматривающие апелляции по соответствующим темам.
Высший орган судебной власти, Верховный суд Миннесоты, рассматривает апелляции на решения апелляционных судов. Кроме того, Верховный суд рассматривает первичные апелляции по делам, связанным с убийством первой степени или оспариванием итогов выборов. Решение Верховного суда Миннесоты может быть обжаловано в Верховном суде США, но если он не примет к рассмотрению решение, то оно признаётся окончательным.
Решения апелляционных судов и Верховного суда (но не судов первой инстанции) формируют прецедентное право.
Судьи всех инстанций избираются жителями Миннесоты на беспартийных выборах (в бюллетенях для голосования не указывается партийная принадлежность кандидатов). Законом определены сроки, на которые избираются судьи, и их предельный возраст. В случае освобождения вакансии до очередных выборов губернатор Миннесоты имеет право назначить судью на эту вакансию. Председатель верховного суда Миннесоты может направить судей из одного округа для работы в другом.

## Метрополитенский совет
Метрополитенский совет (англ. Metropolitan Council) — региональный орган управления агломерации Миннеаполиса и Сент-Пола. Его полномочия распространяются на семь наиболее густонаселенных округов Миннесоты, в пределах которых располагается агломерация и на территории которых проживает 55% населения штата. Совет представляет собой орган власти, промежуточный между уровнями штата и округа. В настоящее время в ведении Совета находятся следующие вопросы: общественный транспорт, планирование развития агломерации в части, касающейся роста населения и застройки, качество воды и очистка сточных вод, обеспечение населения агломерации доступным жильём и рекреационными ресурсами (парки, велосипедные и пешеходные дорожки). 
Для решения этих вопросов Совет вправе устанавливать дополнительные налоги и перераспределять муниципальные налоговые поступления между муниципалитетами. Это право было предоставлено ему в 1975 году в рамках программы Миннесоты по борьбе с фискальным неравенством, ставшей первой такой программой в США. Кроме того, доходную часть бюджета Совета составляют тарифы за предоставляемые им услуги и налог на имущество с жителей метрополитенской области. Средства расходуются на развитие инфраструктуры агломерации и операционные нужды; подробные финансовые отчеты предоставляются в открытом доступе ежегодно.
Метрополитенский совет состоит из семнадцати человек: председателя и по одному представителю от каждого из 16 районов (дистриктов) метрополитенской области. Границы дистриктов не совпадают с административными границами округов, а определены исходя из населенности и наличия определенных природных ресурсов. Например, в отдельный дистрикт выделено озеро Миннетонка со своими притоками. Все члены Совета назначаются губернатором и утверждаются сенатом штата, с каждым новым вступающим в должность губернатором члены Совета переназначаются.
Совет был создан в 1967 году легислатурой Миннесоты для решения прогрессирующей проблемы загрязнения сточных вод. Дополнительные акты, принятые в 1974, 1976 и 1994 годах, расширили его роль и полномочия, объединив его с комиссиями по транспорту и контролю за отходами..
Метрополитенский совет не подменяет собой органы местного самоуправления, но в пределах своей компетенции может отменять их действия и решения, либо принимать свои.

## Местное и индейское самоуправление
Ниже уровня правительства города и округа в Миннесоте есть и другие организации, которые обеспечивают государственный надзор и планирование. Многие озера и реки находятся под надзором водораздельных округов, районов охраны почв и водных ресурсов. Индейские резервации Миннесоты управляются самостоятельно.

## Галерея

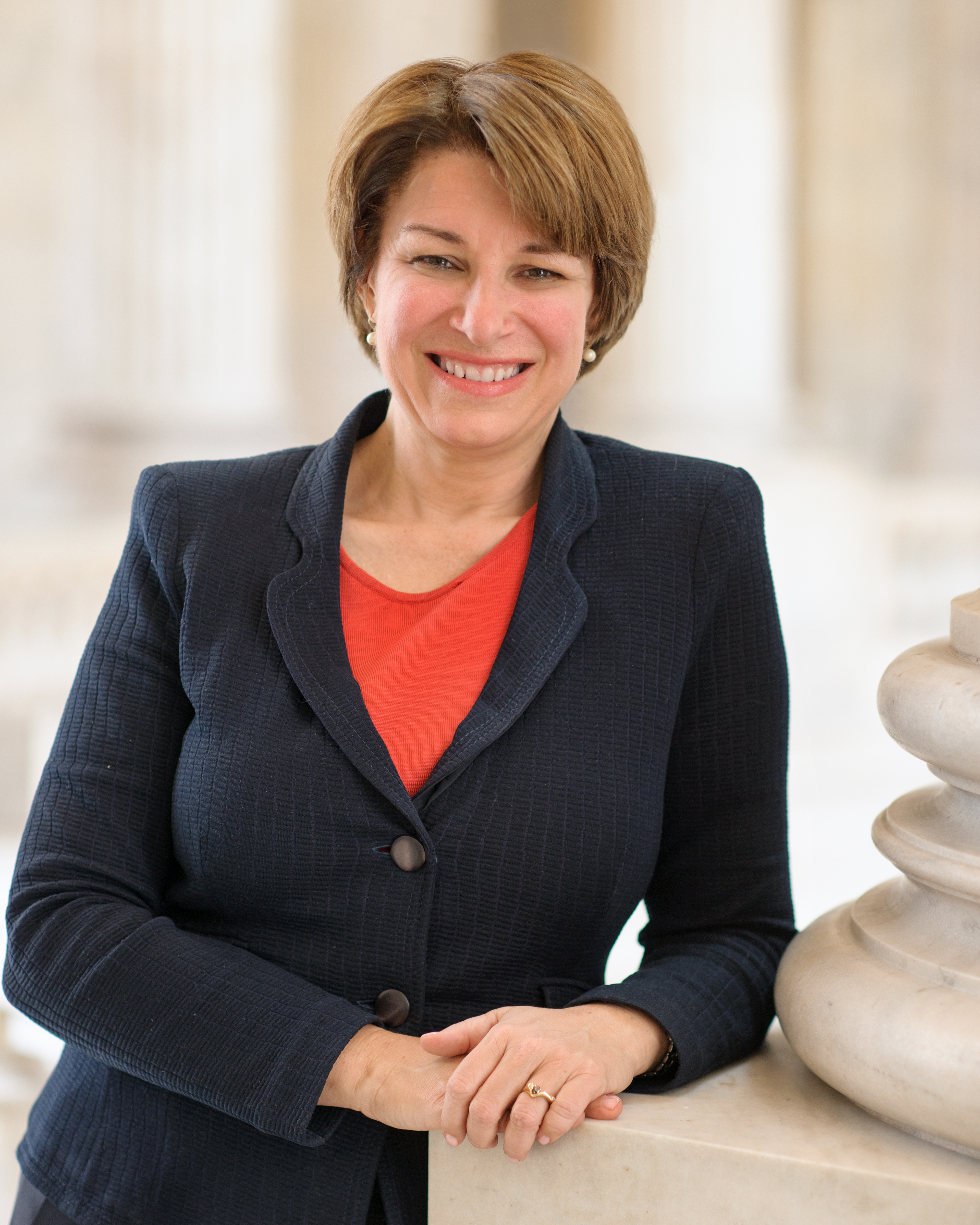
Эми Клобушар, сенатор США от Миннесоты
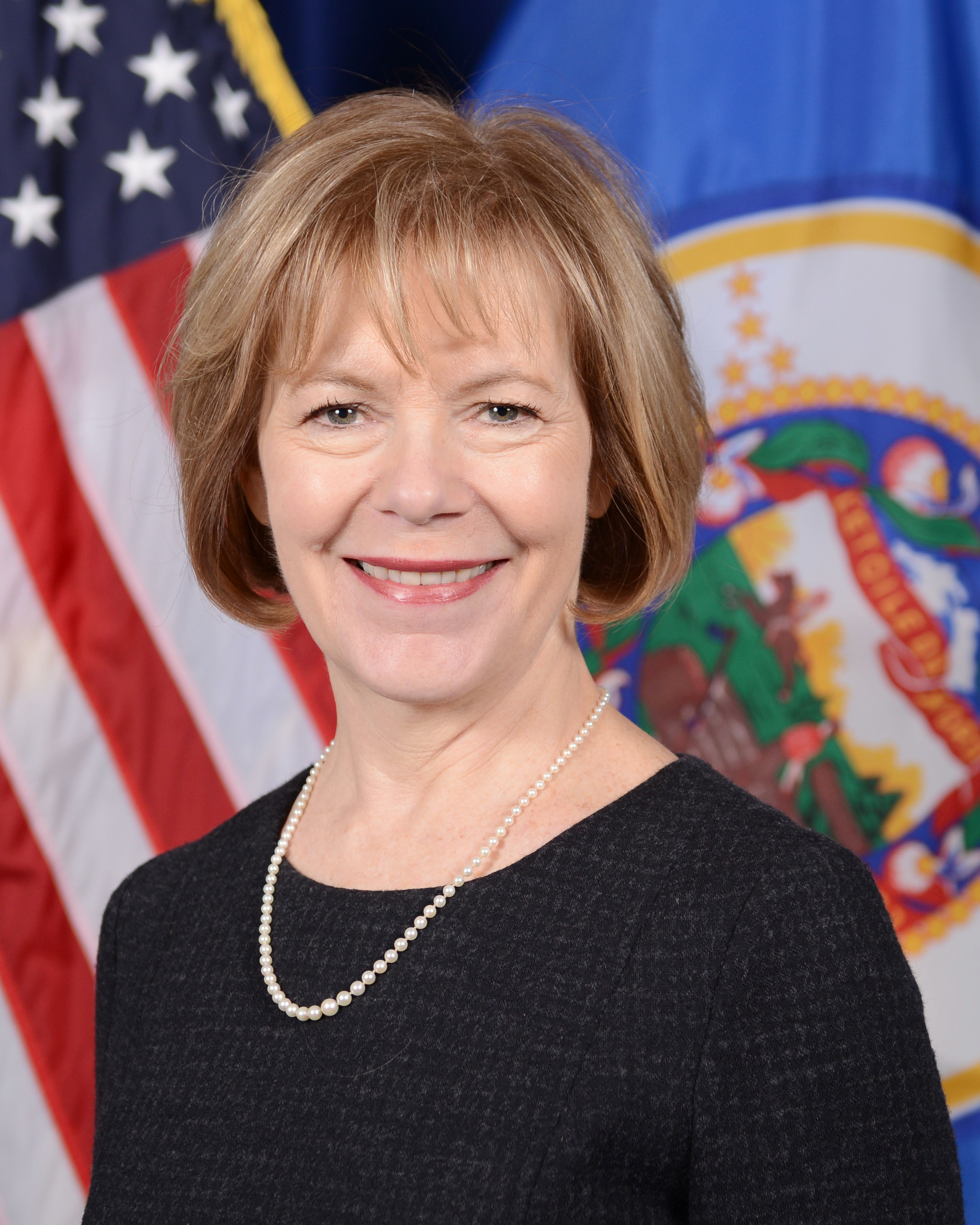
Тина Смит, сенатор США от Миннесоты
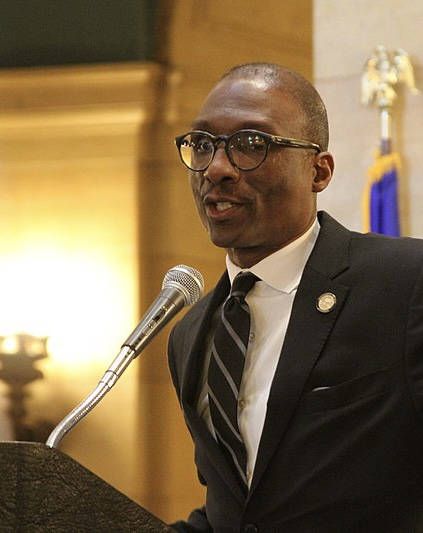
Бобби Джо Чемпион (en), президент Сената Миннесоты
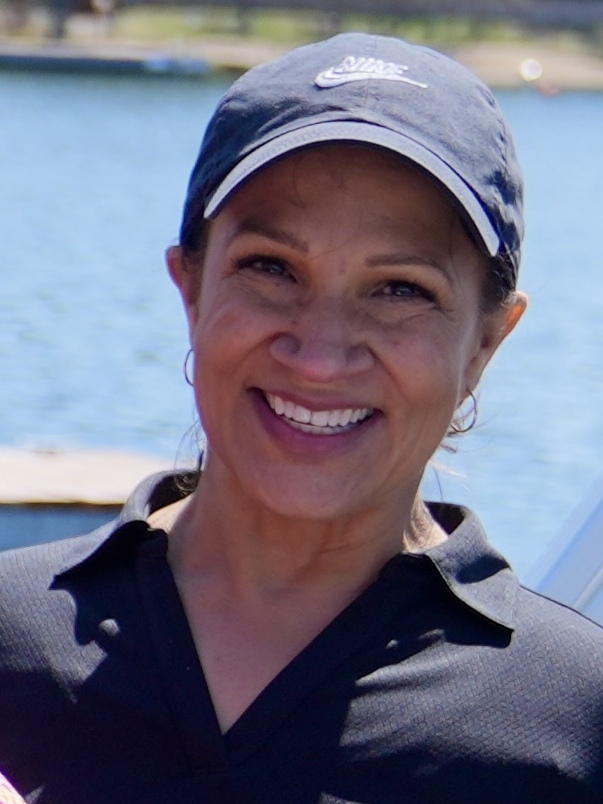
Лиза Демут (en), спикер Палаты Представителей Миннесоты
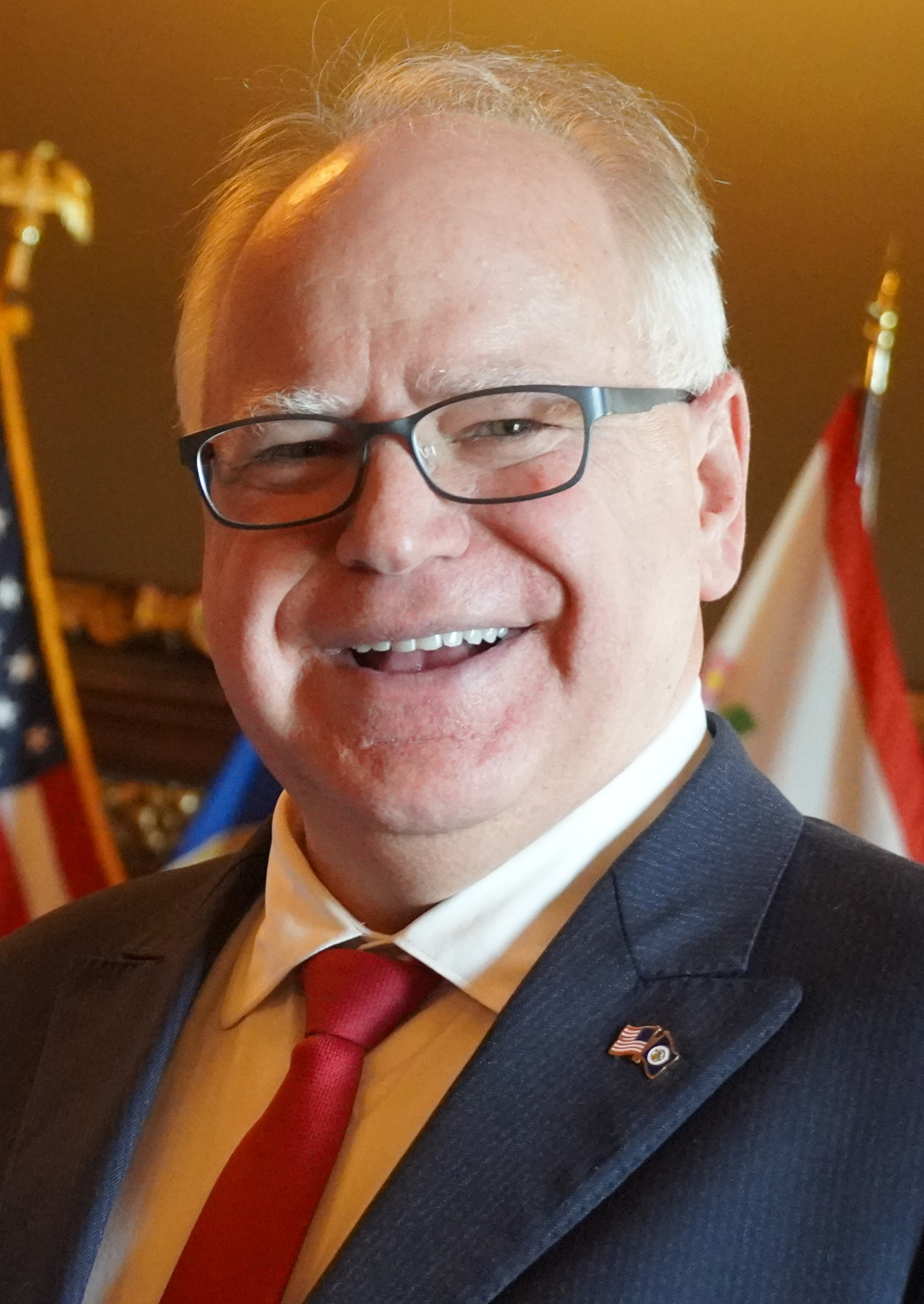
Тим Уолз, губернатор Миннесоты
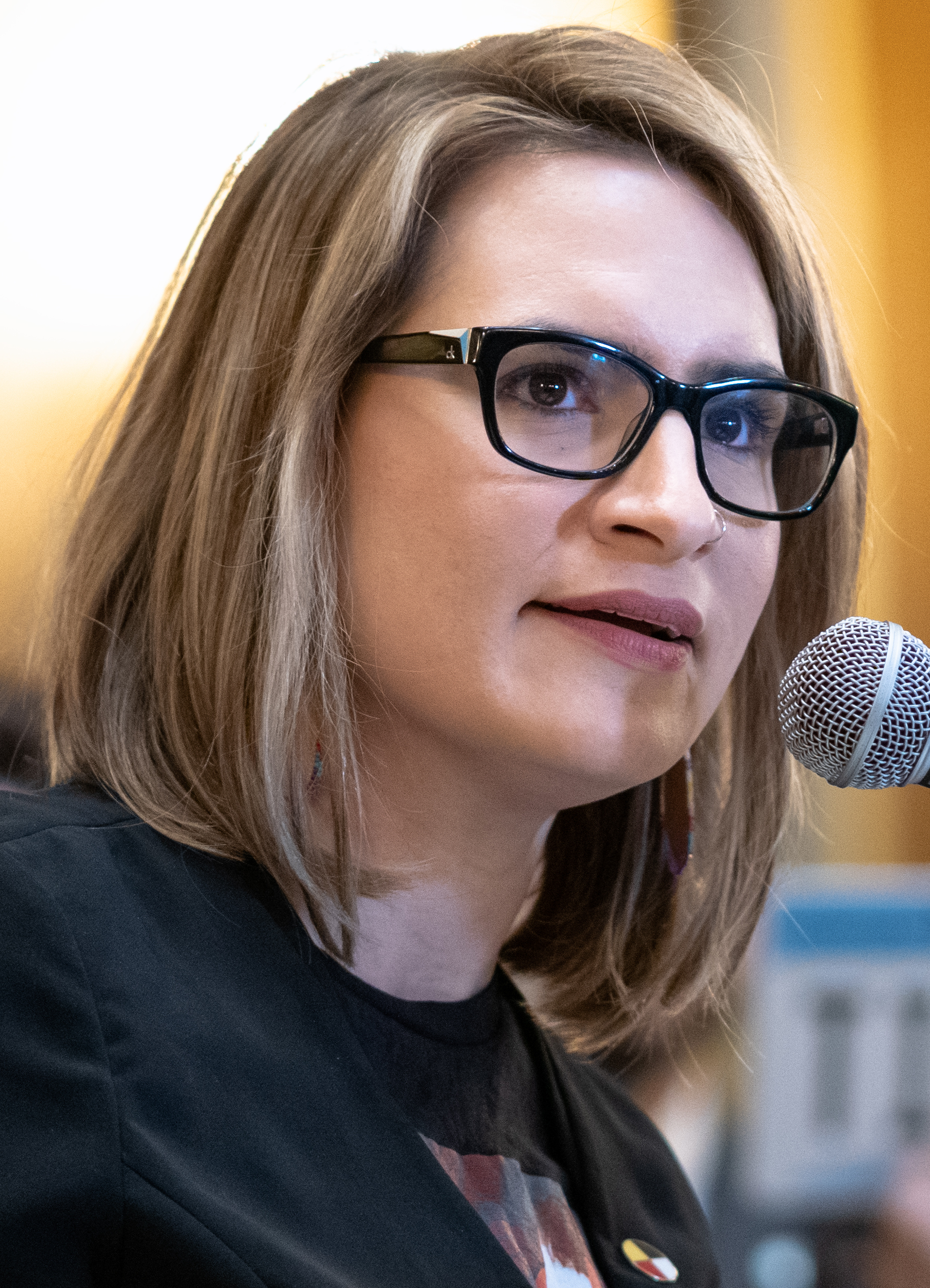
Пегги Фланаган, вице-губернатор Миннесоты
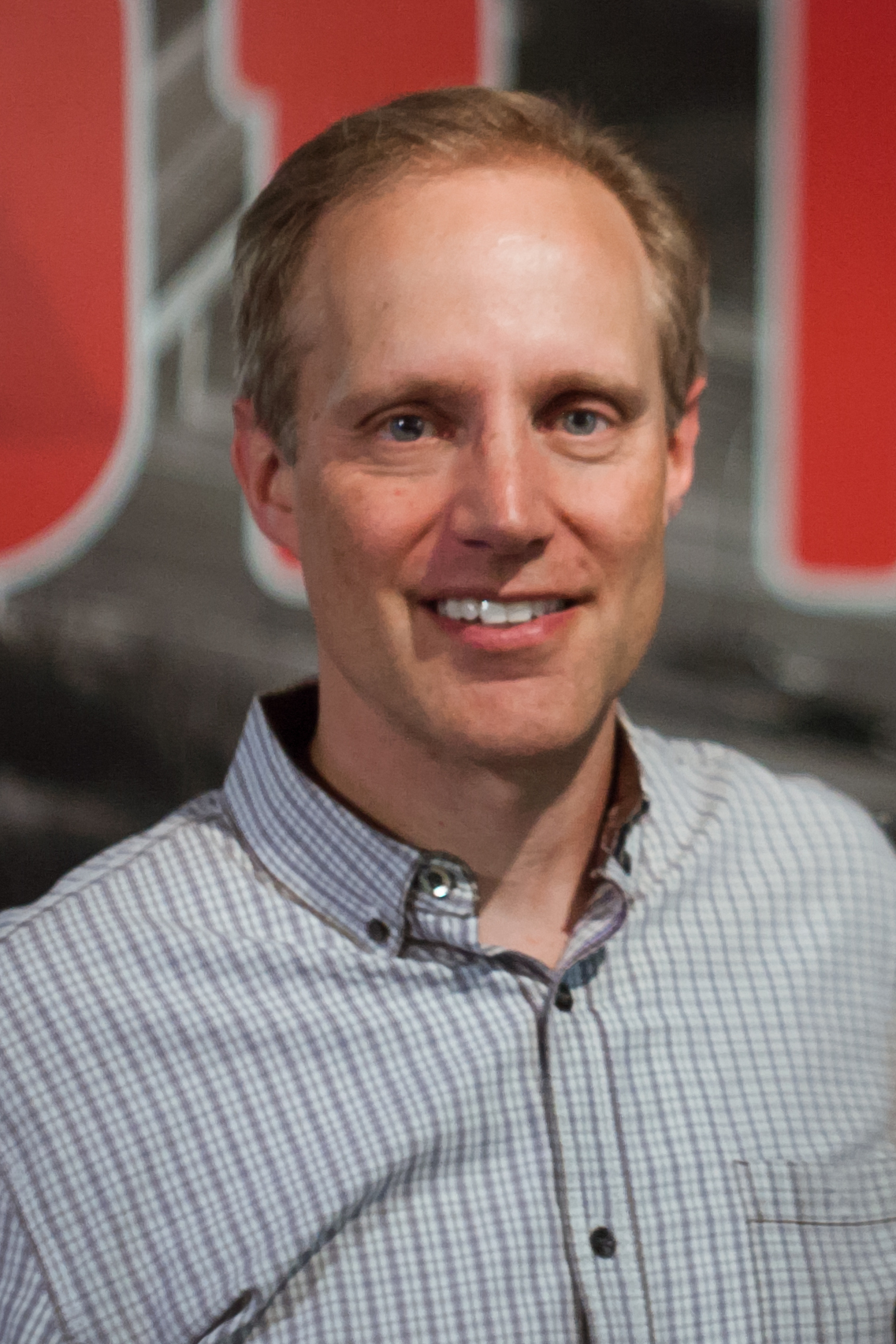
Стив Саймон (en), государственный секретарь Миннесоты
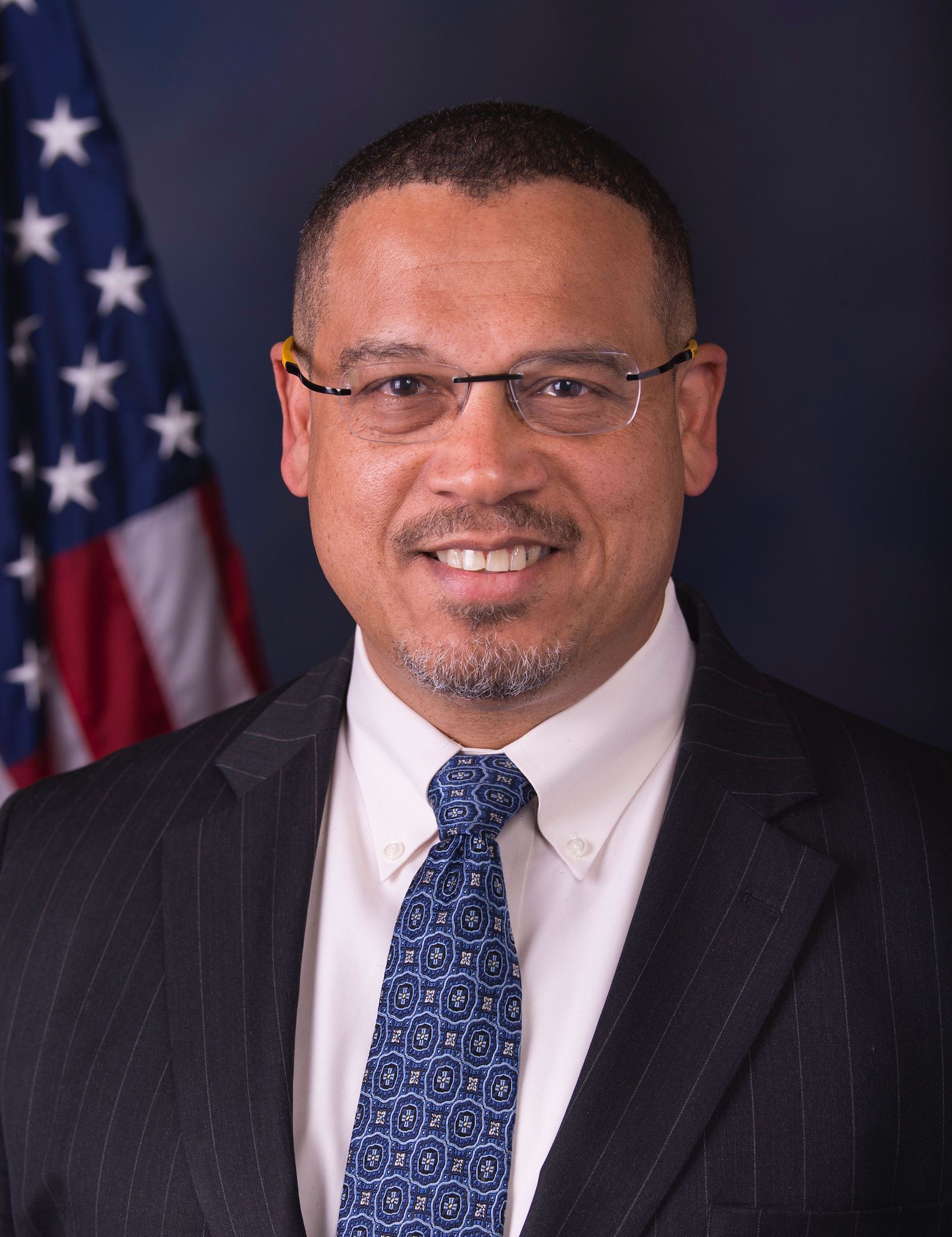
Кит Эллисон, генеральный прокурор Миннесоты
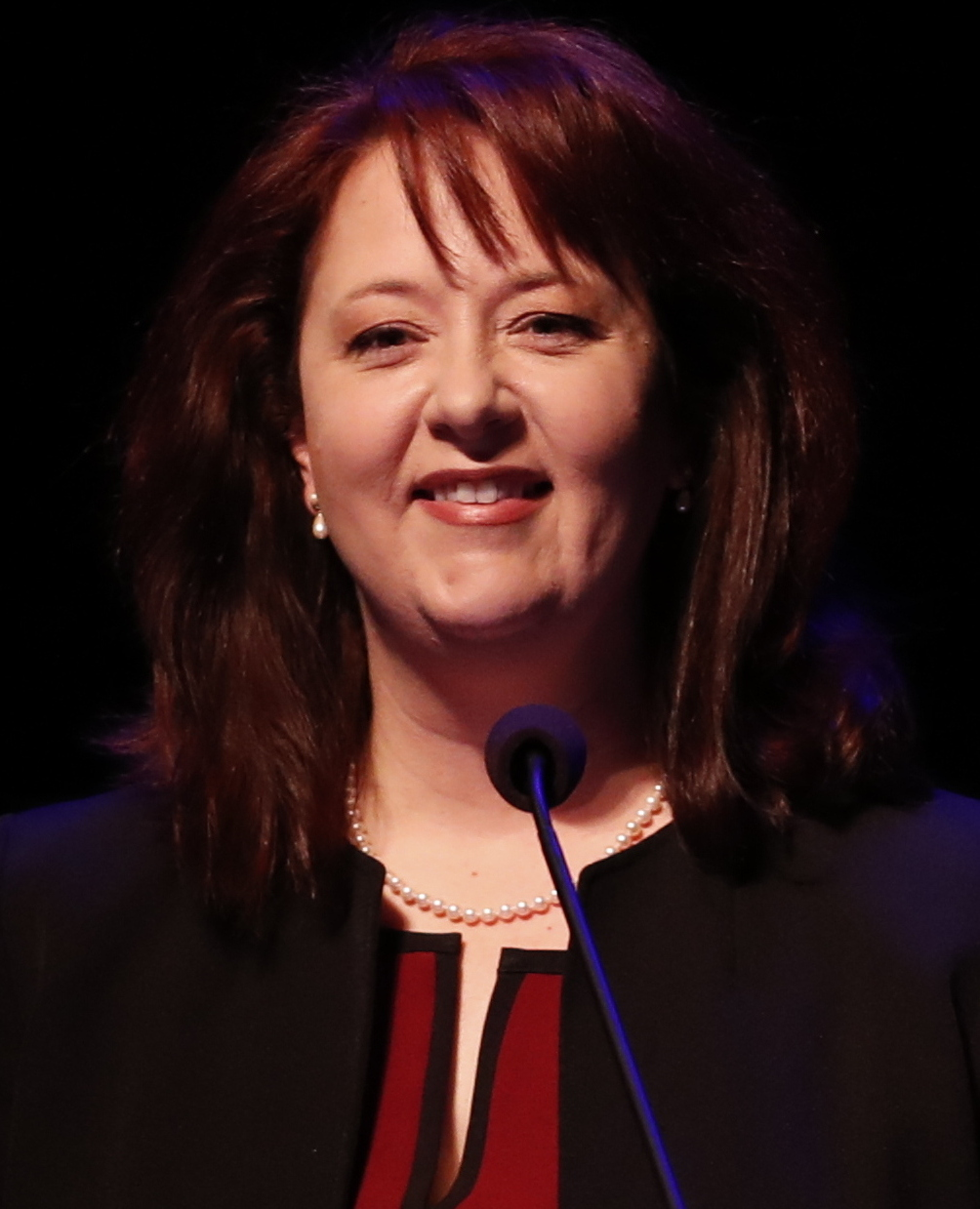
Джуди Блаха (en), государственный аудитор Миннесоты
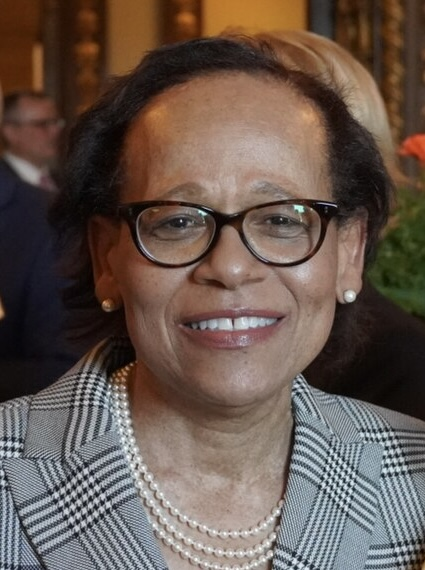
Натали Хадсон (en), председатель Верховного суда Миннесоты